# Bristol M.1
Le Bristol M.1 est un avion militaire de la Première Guerre mondiale.
Doté de bonnes performances, il fut pourtant peu employé en raison des préjugés britanniques envers les monoplans, à la suite des résultats mitigés obtenus avec les monoplans Morane au début du conflit.